# Porsche 64

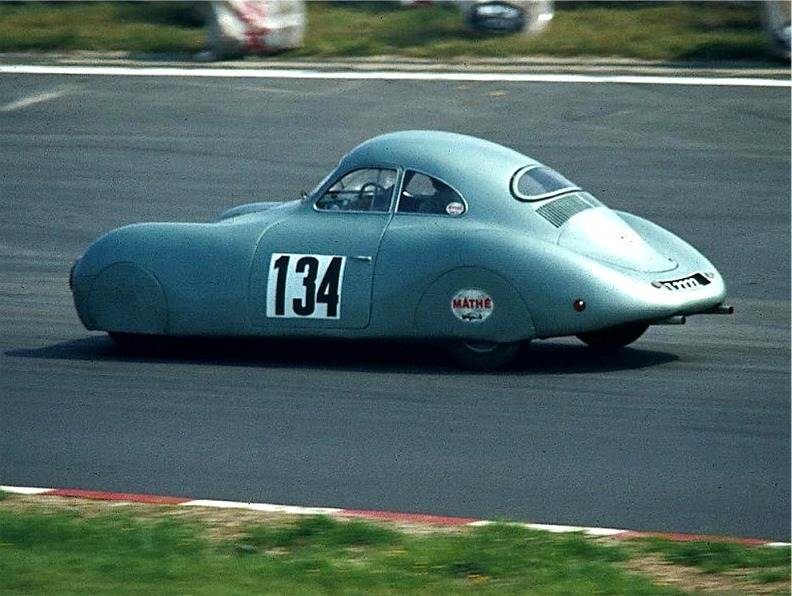
Otto Mathé i exemplar nummer 2 av Porsche 64 på Nürburgring 1981

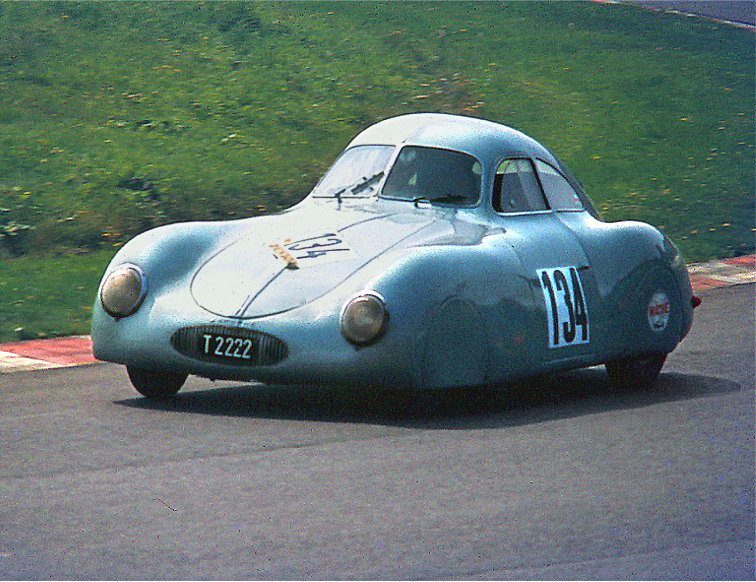
Exemplar nummer två 1981

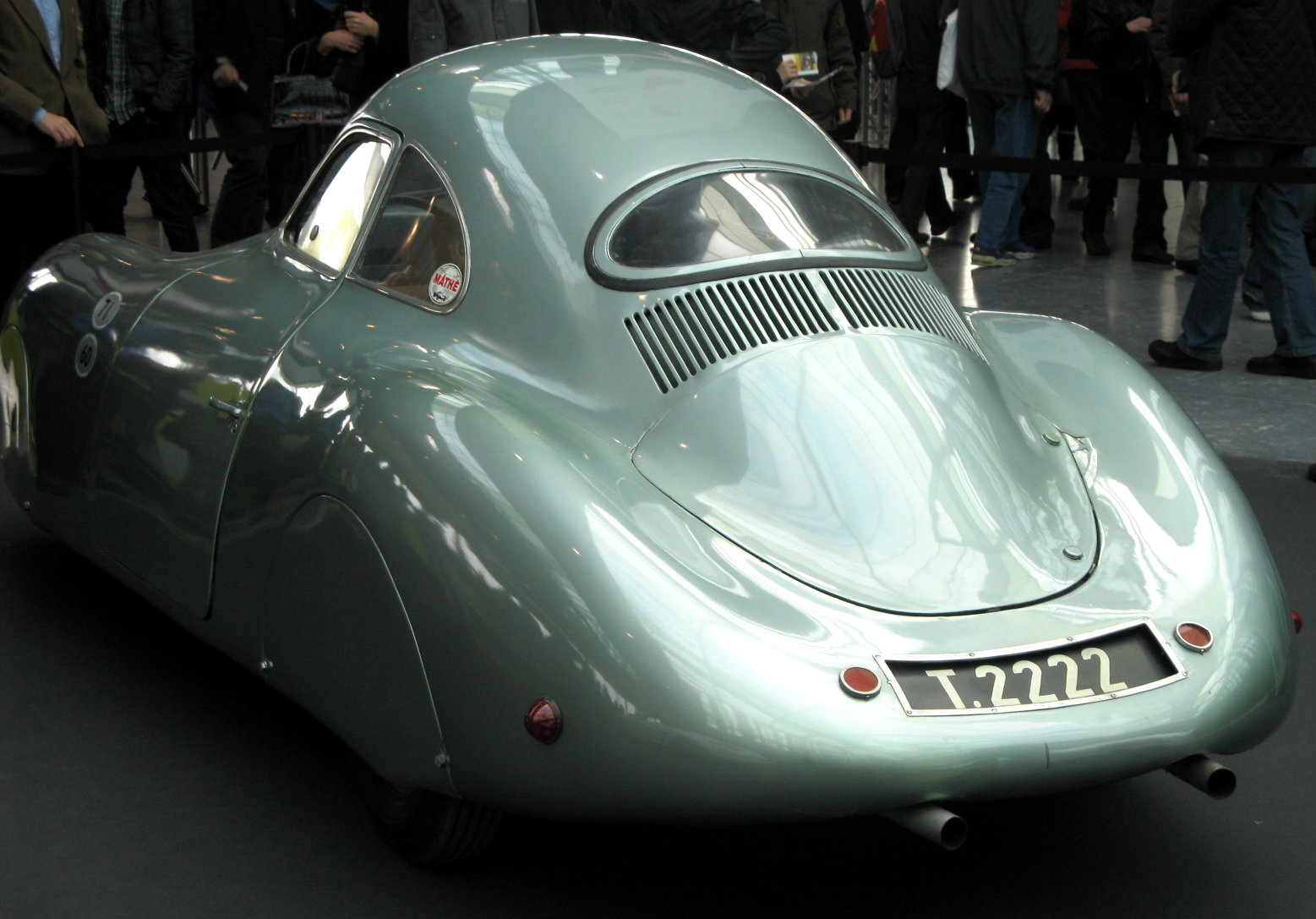
Exemplar nummer 2 2010

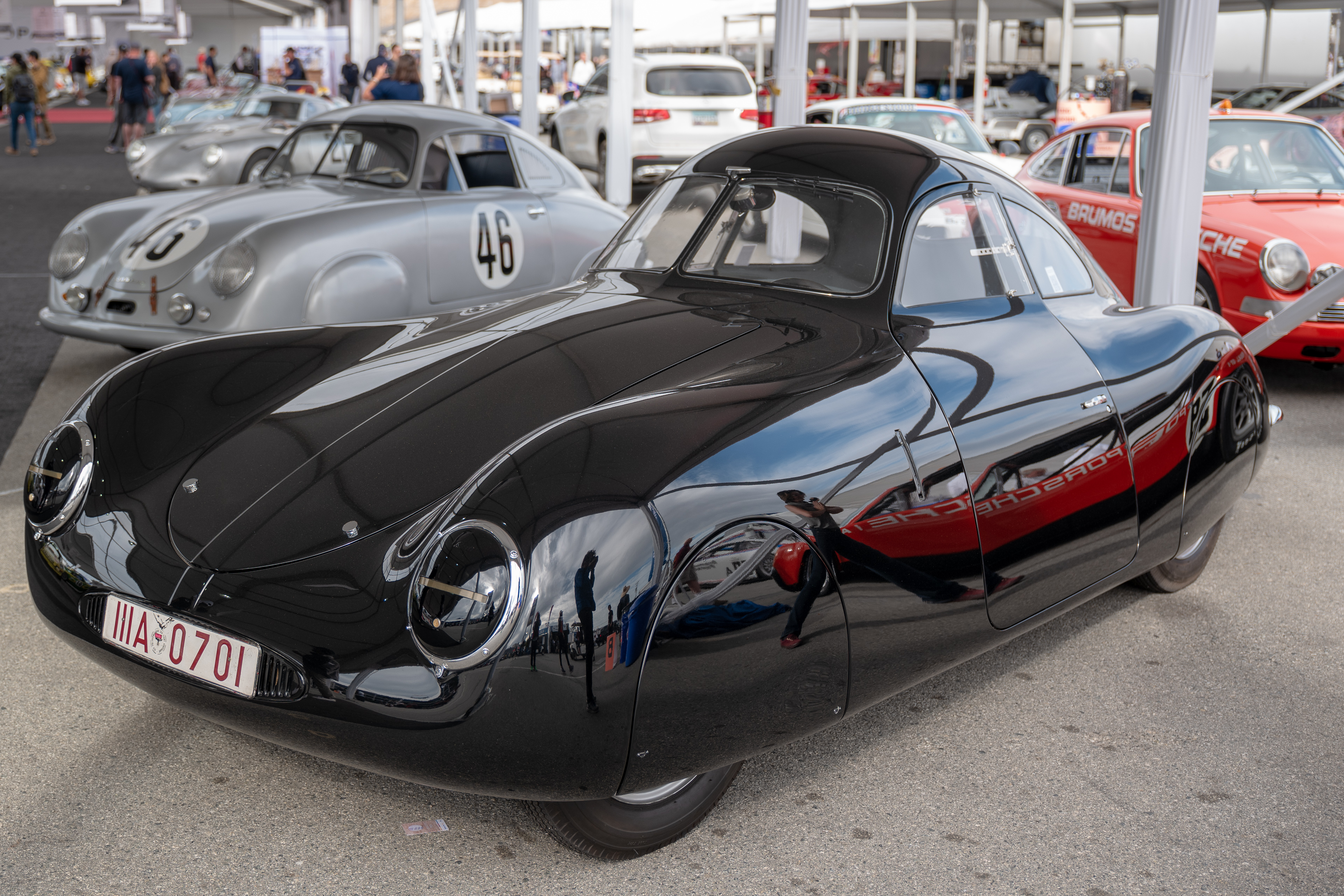
Exemplar nummer 3 i Monterrey i Kalifornien 2018

Porsche 64, också benämnd Typ 60K10, är en tysk bilprototyp som byggdes av Ferdinand Porsche i tre exemplar 1939. Den anses som ursprunget till den första bilmodellen från det efter det andra världskriget i Gmünd i Österrike återetablerade företaget Dr. Ing. h. c. F. Porsche AG.
Bilens typbeteckning kommer från att biltypen byggde på Volkswagen kDf-Wagen, som då hade beteckningen Typ-60, och namnet Typ 60K10 avsåg att det var en Volkswagen Typ 10 med karossformgivning nr 10. 
Porsche 64:s fyrcylindriga Volkswagen-boxermotor var på 32 hästkrafter och bilen uppnådde en högsta hastighet på omkring 160 kilometer/timme. 
Karossen utformades av Porsche Büro på basis av vindtunnelförsök som hade planerats för en tänkt racerbil med en V10-motor kallad Porsche 114, vilken aldrig byggdes. Det var tänkt att Volkswagen kDf-Wagen skulle promoveras genom deltagande i det 1500 kilometer långa billoppet Berlin-Rom i september 1939. Biltävlingen ställdes in på grund av Tysklands anfall på Polen och andra världskrigets utbrott. 
Sammanlagt tre exemplar gjordes med handgjorda aluminiumkarosser från grannfabriken, Stuttgarter Karosseriewerk Reutters karosserifabrik i Zuffenhausen. Det första exemplaret, som färdigställdes sommaren 1939, kraschades på ett tidigt stadium av det statliga Volkswagens chef. Exemplar nummer två tillverkades i december 1939, och exemplar nummer tre var en ombyggnad från juni 1940 av det kraschade första exemplaret. Ferdinand Porsche och Ferry Porsche behöll de två fungerande bilexemplaren inom familjen för privat bruk, från 1944 på familjens egendom i Zell am See i Österrike. I maj 1945 upptäckte amerikanska soldater det förrådsställda exemplaret nummer tre och använde det under några veckor för fritidsbruk, tills motorn gick sönder och bilen övergavs. Detta exemplar har senare restaurerats och finns utställt på Petersen Automotive Museum i Los Angeles i Kalifornien.

## Exemplar nr 2
Exemplar nummer två lät Ferry Porsche rusta upp 1947 av Battista Farina. Han sålde bilen 1949 till den österrikiska tävlingsbilföraren Otto Mathé, som bland annat vann Coupe des Alpes 1950 med den. Han tävlade med bilen in på tidigt 1950-tal.
Otto Mathé dog 1995, och 1997 övertogs bilen av Thomas Gruber i Wien, som senare skrev böcker om Porschemodeller. Han körde den i några veteranbillopp i Österrike. En fjärde ägare köpte bilen omkring 2009, och den utannonserades i maj 2019 av auktionsfirman Sotheby's för en auktion i Monterey i Kalifornien i USA i augusti 2019.